# Hogna zuluana
Hogna zuluana este o specie de păianjeni din genul Hogna, familia Lycosidae, descrisă de Roewer, 1959. Conform Catalogue of Life specia Hogna zuluana nu are subspecii cunoscute.